# Catacercus
Catacercus Millidge, 1985 è un genere di ragni appartenente alla famiglia Linyphiidae.

## Distribuzione
L'unica specie oggi attribuita a questo genere è stata rinvenuta in Cile, nella Regione di Magellano e dell'Antartide Cilena.

## Tassonomia
A maggio 2011, si compone di una specie:
- Catacercus fuegianus (Tullgren, 1901)[3] — Cile